# 比里 (匈牙利)
比里，是匈牙利索博尔奇-索特马尔-贝拉格州所辖的一个村。总面积22.59平方公里，总人口1331，人口密度58.9人/平方公里（2011年1月1日）。